# سليم باشا الموصلي
سليم باشا الموصلي (توفي 1358هـ - 1939م) طبيب لبناني، موصلي الأصل.

## ترجمته
من آل الدباغ، تكرر ذكره في أخبار الحملات البريطانية لمحاربة المهديين في السودان. تعلم الطب عند الأميركان ببيروت وبأميركا. وترقى في الجيش المصري إلى أن أسند إليه الإنكليز إدارة مستشفيات الجيش في السودان، ووضع رسالة في (سيرة الدكتور فانديك - ط) ومرض النجاشي منليك فانتدب لمداواته وأقام نحو عام في أديس أبابا. وكتب عنها كثيراً ودعي لتنظيم الشؤون الصحية في سورية أيام حكم الشريف فيصل فأقام إلى أن احتلها الفرنسيس. وتوفي في القاهرة.